# Elijah E. Myers
Elijah E. Myers (Filadelfia, 29 de diciembre de 1832-5 de marzo de 1909, Detroit) fue un arquitecto de edificios gubernamentales en la segunda mitad del siglo XIX. Diseñó el Capitolio de Míchigan, el Capitolio de Texas y el Capitolio de Colorado para los que usó como modelo el Capitolio de Estados Unidos. También diseñó edificios en México y Brasil. Sus diseños favorecieron los estilos gótico victoriano y neoclásico pero también trabajó en otros estilos. Sus edificios siguieron varios estilos, pero todos eran estructuralmente sólidos y se construyeron a un costo moderado.

## Biografía
Nació el 29 de diciembre de 1832 en Filadelfia la segunda ciudad más grande del país, en ese momento. Los historiadores sugieren que Myers pudo haber estudiado arquitectura con Samuel Sloan antes de servir en la Guerra de Secesión. El 24 de marzo de 1860, Myers se casó con Mary Haines, hija de un destacado hombre de negocios, John Haines. La familia Myers crio a cinco hijos. 
En 1863, Elijah y Mary decidieron mudarse hacia el oeste, instalándose en Springfield (Illinois), donde vivieron durante nueve años. En Illinois recibió su primera comisión importante: el Palacio de Justicia del Condado de Macoupin en Carlinville. En 1872 se mudaron a Detroit (Míchigan), mientras Myers trabajaba en el Capitolio de Míchigan, su primer gran encargo.
En 1881, ganó el concurso al mejor diseño para la nueva capital de Texas en Austin. Le pagaron 12 000 dólares (289 000 dólares en 2018) por ser el arquitecto del proyecto, y la construcción del capitolio costó 3 700 000 dólares. Otros ejemplos de su trabajo son los edificios del parlamento en Río de Janeiro, el edificio de asilo en la Ciudad de México, así como múltiples juzgados, iglesias, hospitales y ayuntamientos en todo Estados Unidos.
Myers tuvo conflictos con otros arquitectos, a quienes, según él, le robaron sus diseños y demandaron, y en ocasiones a sus clientes. Fue despedido del proyecto del Capitolio de Texas en 1886 por quejas de que no estaba prestando suficiente atención al proyecto, y su diseño fue posteriormente cambiado. También fue despedido del proyecto del Capitolio de Colorado y del proyecto de la Biblioteca Howell, aparentemente en disputas sobre dinero.
En 1879, Myers demandó a Edwin May, el arquitecto de una nueva Casa del Estado de Indiana, alegando que se robaron elementos de diseño. Myers perdió la demanda.
En 1891, Myers solicitó el puesto de arquitecto supervisor del Tesoro de los Estados Unidos, pero se eligió a otro.
Durante la Exposición Mundial Colombina en 1893, Myers formó parte de la Junta Examinadora de los edificios de la feria.
Myers murió en su casa en Detroit, el 5 de marzo de 1909. Fue enterrado en el Cementerio Woodlawn, de Detroit. Actualmente, su tumba no está marcada, pero una comisión conmemorativa de Elijah Myers está recaudando fondos para una piedra apropiada. Al día siguiente de su muerte, se mostró su obituario en el New York Times. El único retrato conocido de Myers cuelga en la habitación de Elijah Myers del Capitolio de Míchigan.

## Obras

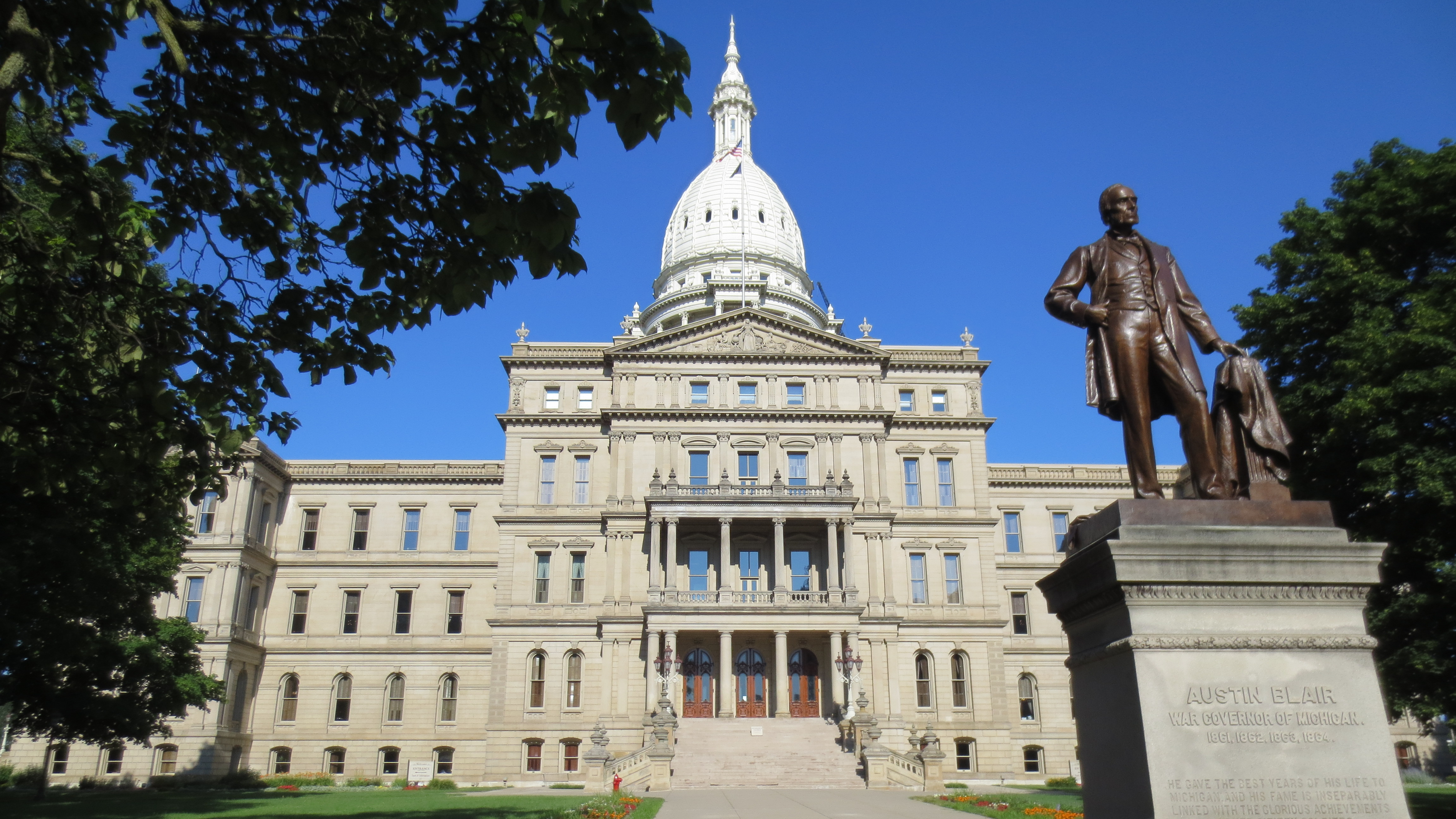
Capitolio de Míchigan

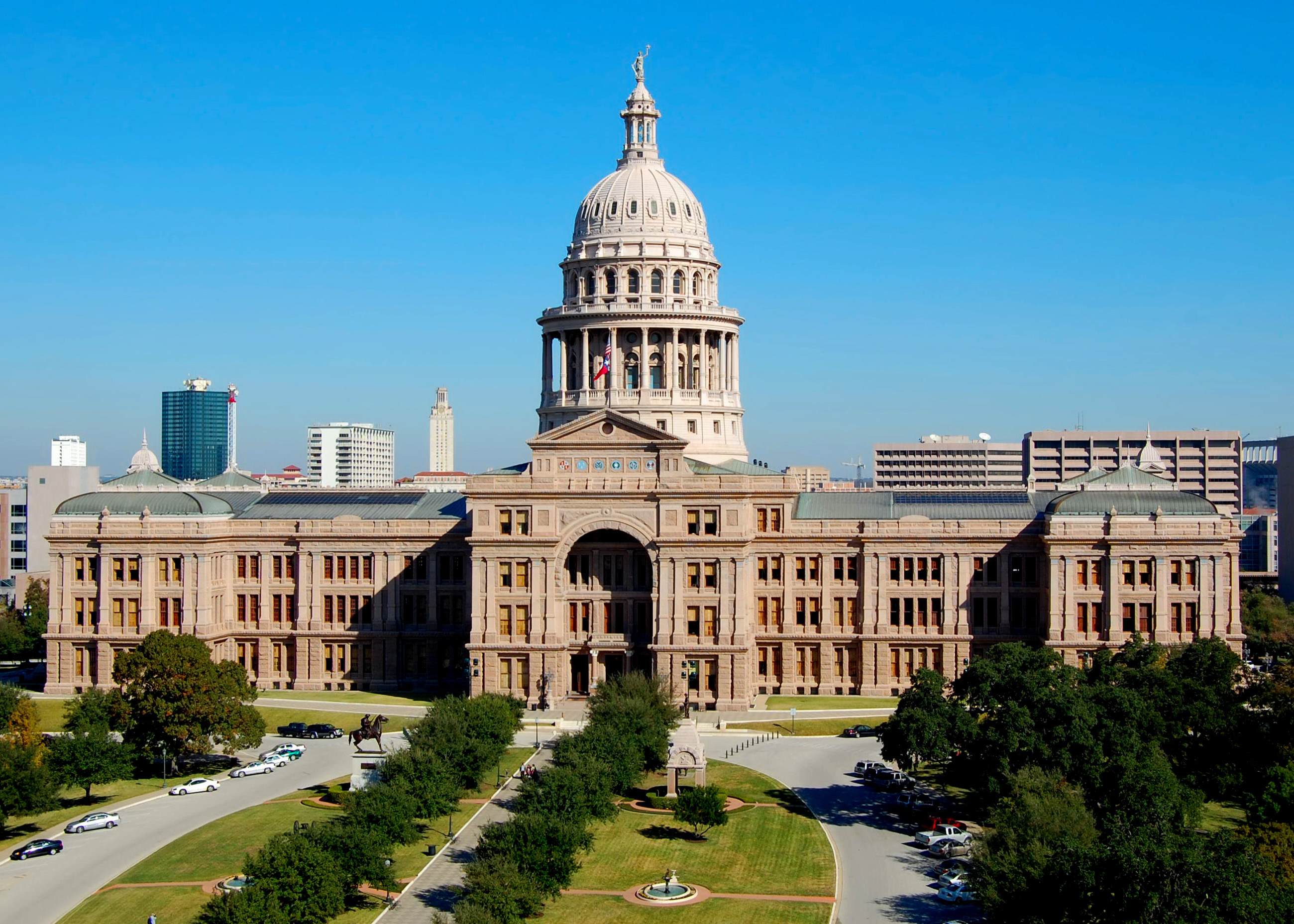
Capitolio de Texas

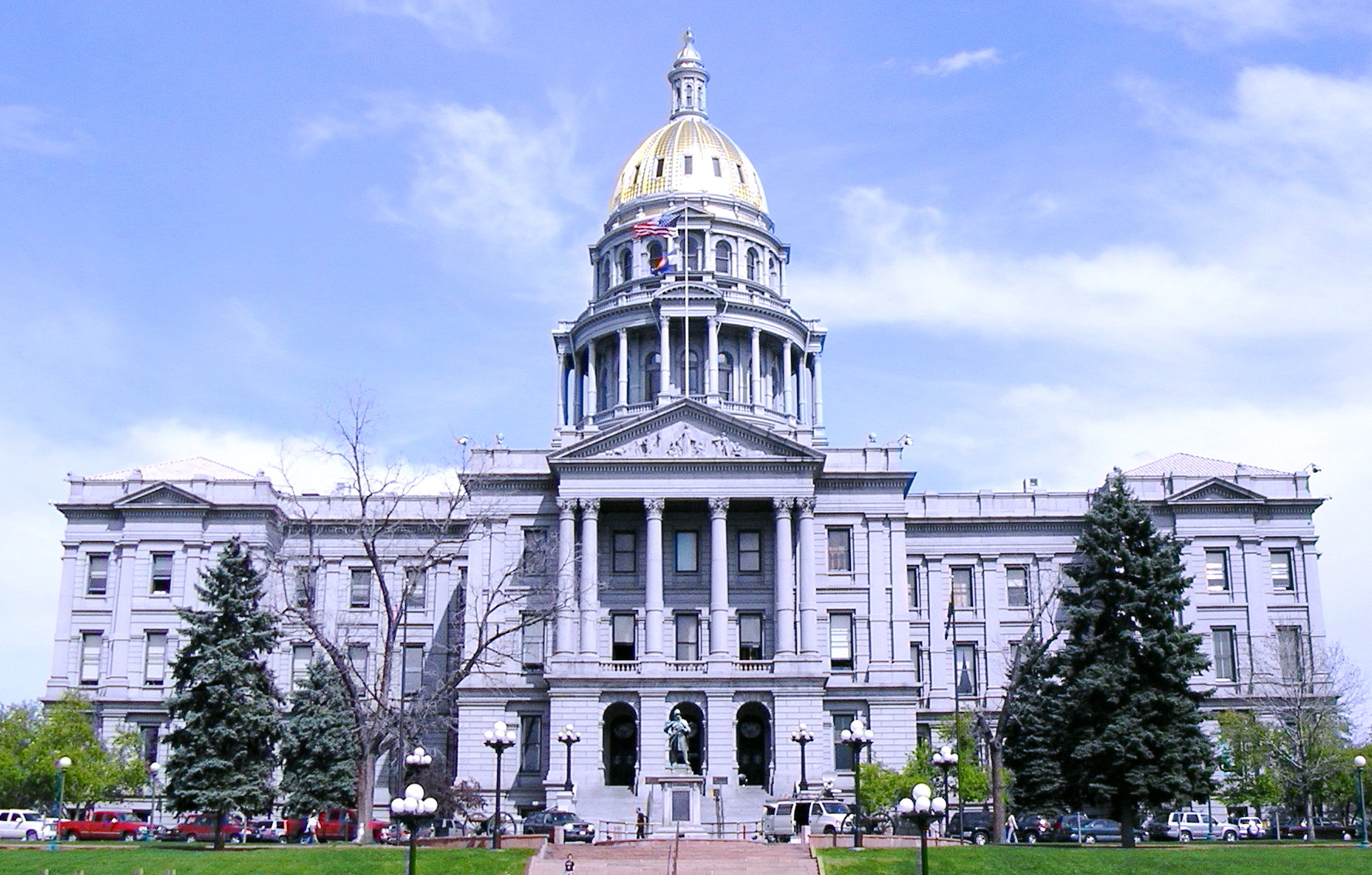
Capitolio de Colorado

- Palacio de Justicia del Condado de Macoupin, Carlinville, 1867[3]
- Capitolio de Míchigan, Lansing, 1872[3]
- Primera Iglesia Presbiteriana, Albion, c. 1873 (quemado en 1883, pero el caparazón se incorporó en el reemplazo)
- Casa del Presidente, Universidad Estatal de Míchigan, East Lansing, 1874 (demolido en los años 1940)
- Grosvernor House, Jonesville, 1874
- Lansing High School, Lansing, 1875 (demolido en el verano de 2006)
- Residencia de William A Butler, 1875, 810 W Lafayette, Detroit, MI.
- Residencia de Philo Parsons, 1876, 2966 Woodward Avenue, Detroit, MI.
- Iglesia Congregacional de Plymouth, 1877 (quemada, 1971)
- Clinton Valley Center, Pontiac, c. 1878 (demolido, 2000)
- Palacio de Justicia del Condado de Grant, Marion, c. 1880 (cúpula eliminada)
- Palacio de Justicia del Condado de Lorain, Elyria, c. 1881 - mismo diseño que el condado de Grant, Indiana (también se eliminó la cúpula)
- Capitolio de Texas, Austin, Texas, 1881[3]
- Harper Hospital, Detroit, 1883 (demolido en 1977)
- Palacio de Justicia del Condado de Knox, Galesburg, 1885
- Capitolio de Idaho, c. 1885
- Capitolio de Colorado, Denver, 1885[3]
- Palacio de Justicia del Condado de Seneca, Tiffin, c. 1886 (la demolición comenzó el 1/4/2012; se completará antes del 1/2/2012) - Live Demo Cam Archivado el 14 de abril de 2021 en Wayback Machine.
- Ayuntamiento, Richmond, c. 1887[3]
- Iglesia Metodista Unida Central, Lansing, 1889[3]
- Ayuntamiento de Grand Rapids, Grand Rapids, 1888 (demolido en los años 1960)
- Alumni Hall, Knox College, Galesburg, 1890
- Palacio de Justicia del Condado de San Joaquín, Stockton, California, c. 1891 (demolido en 1961)
- Ayuntamiento de Stockbridge, Stockbridge, 1892
- Columbia Buildings, World's Columbian Exposition, Chicago, c. 1890 (demolido)
- Asilo, Ciudad de México, México, ante 1893
- Edificio del Parlamento, Río de Janeiro, Brasil, ante 1893 (demolido)[2]
- Palacio de Justicia del Condado de Luzerne, Wilkes-Barre, 1894 (sin construir)
- Ayuntamiento de Bay City, Bay City, 1897
- Hogar de Enfermeras de Helen Newberry, Detroit, 1898[4]
- Biblioteca de distrito Howell Carnegie, Howell, 1902
- Palacio de Justicia del Condado de McDonough, Macomb,
- Palacio de Justicia del Condado de Stephenson, Freeport,
- Silverton Miner's Union Hospital 1907, Silverton, en restauración 2014

## Galería

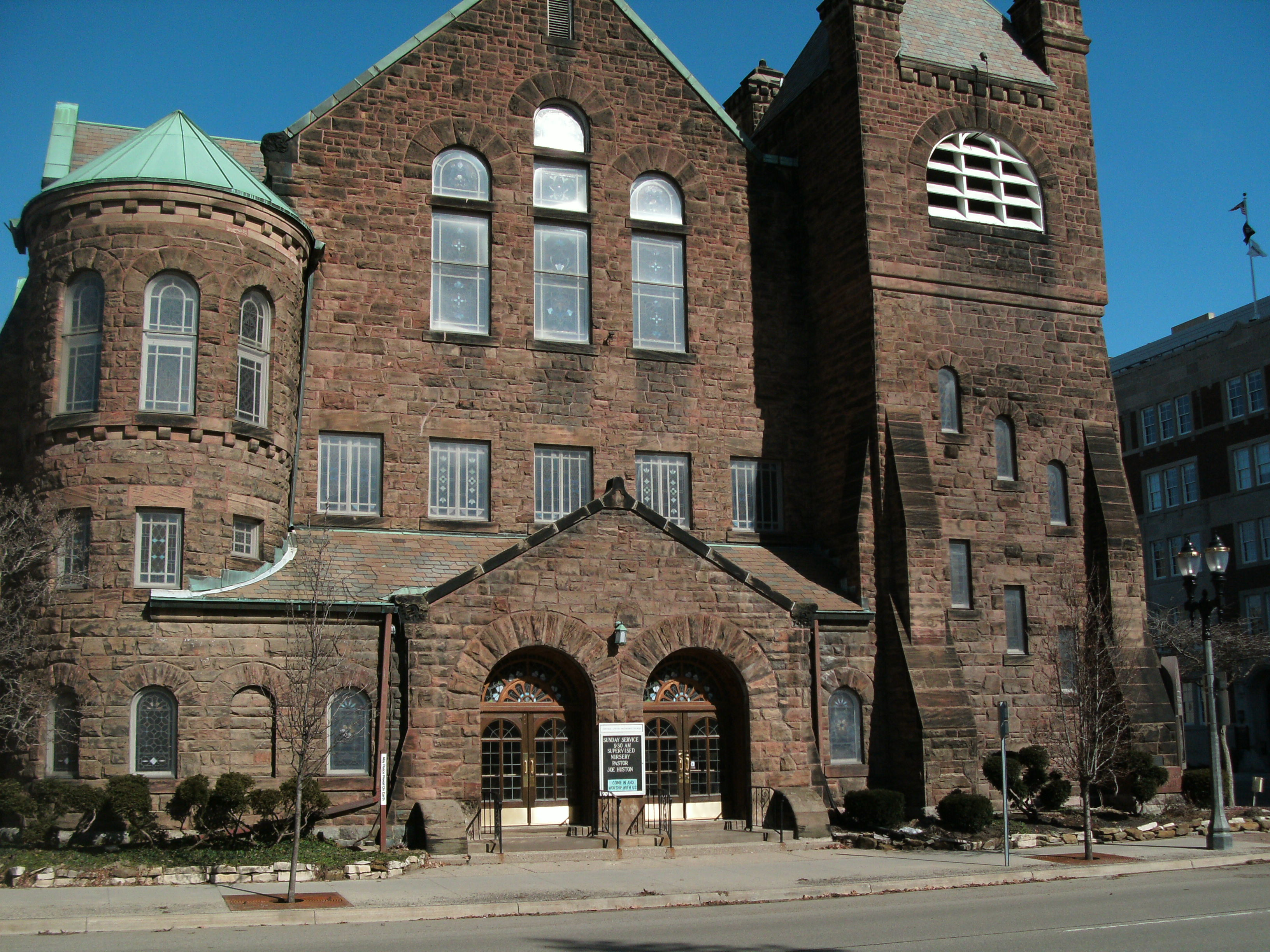
Iglesia Metodista Unida Central, Lansing
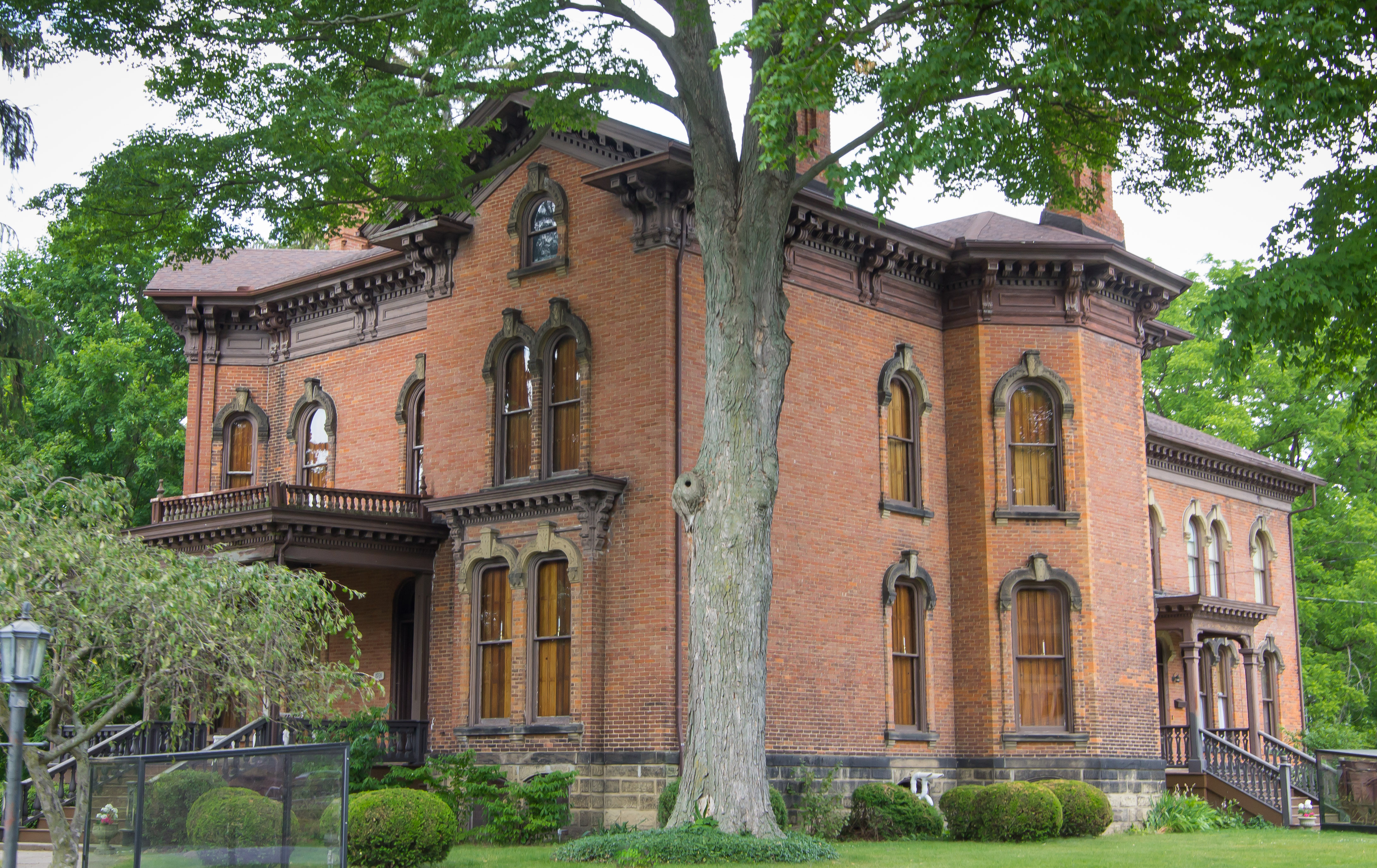
E. O. Grosvenor House
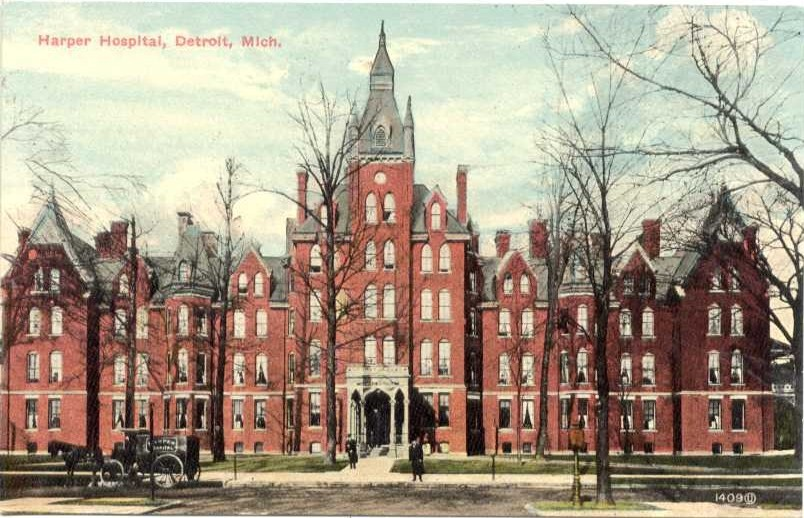
Hospital Harper de Detroit
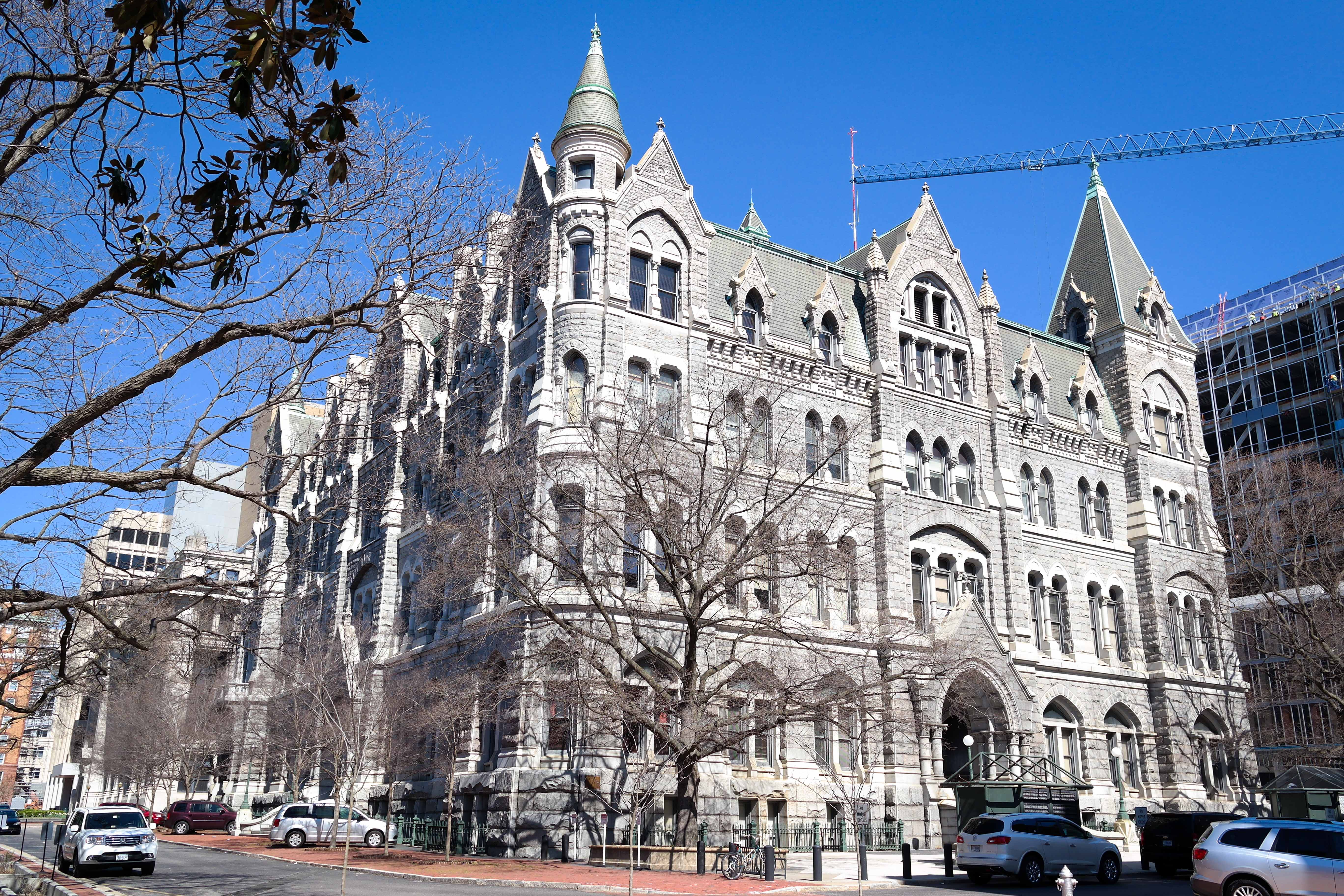
Ayuntamiento de Richmond
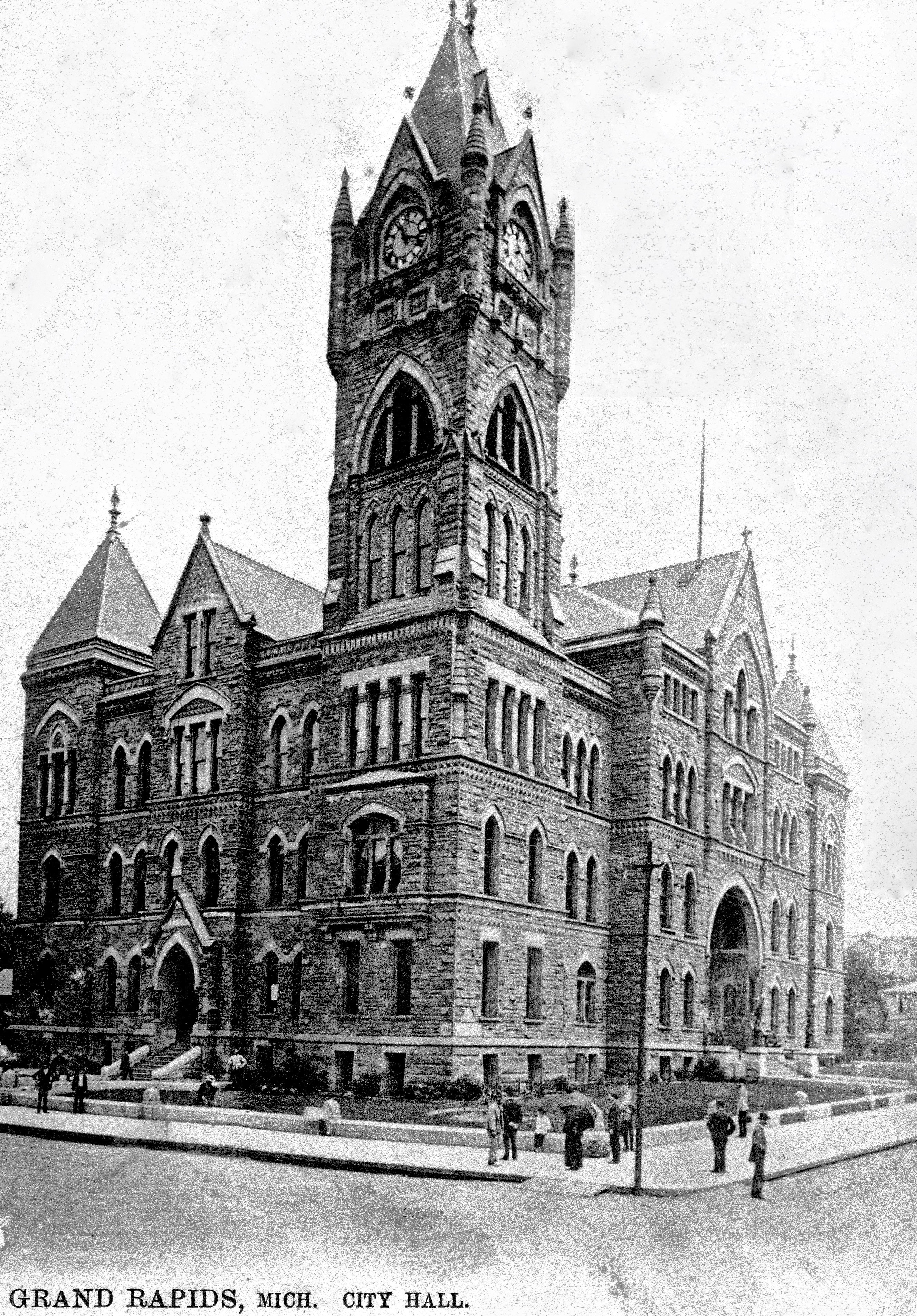
Ayuntamiento de Grand Rapids
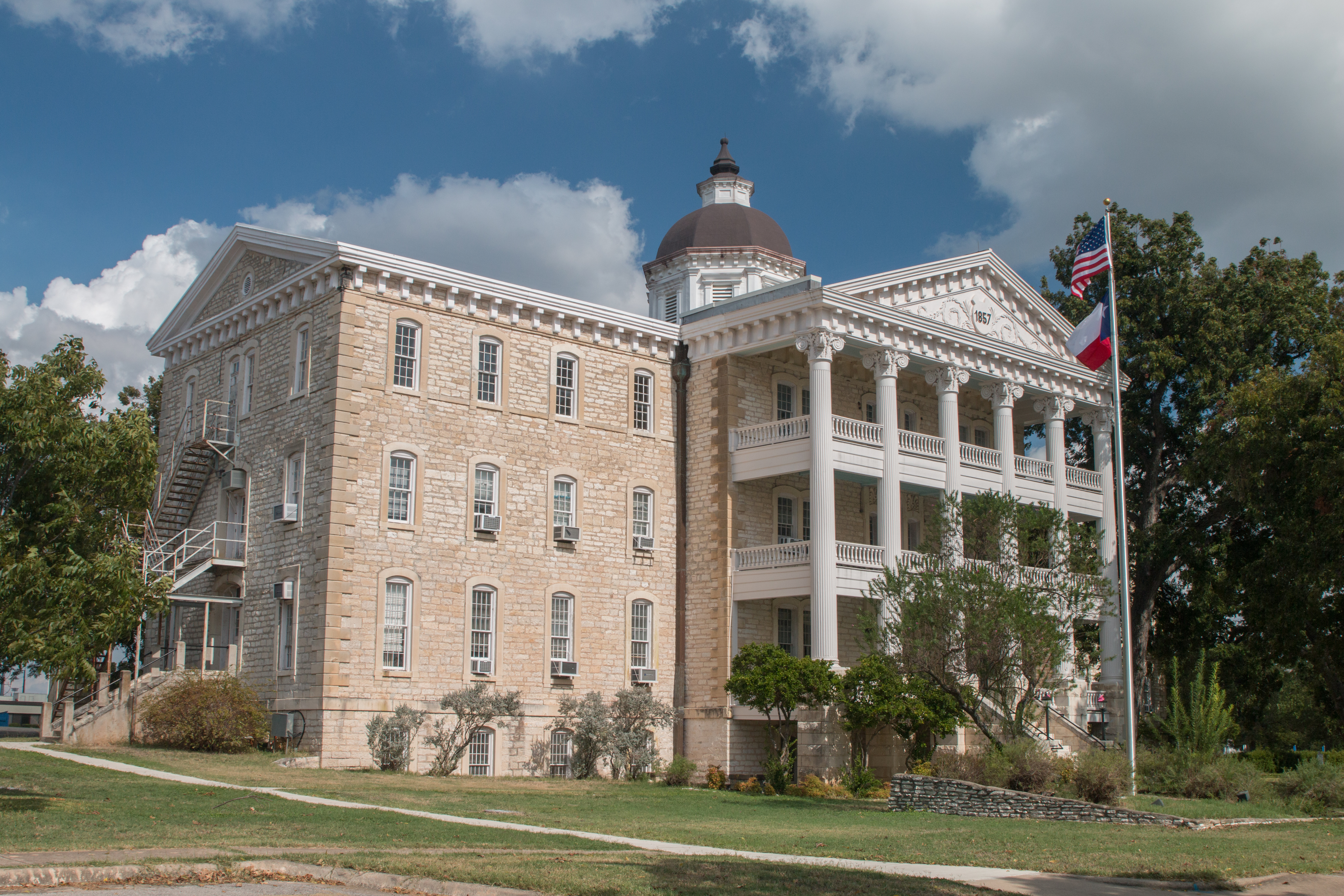
Austin State Hospital
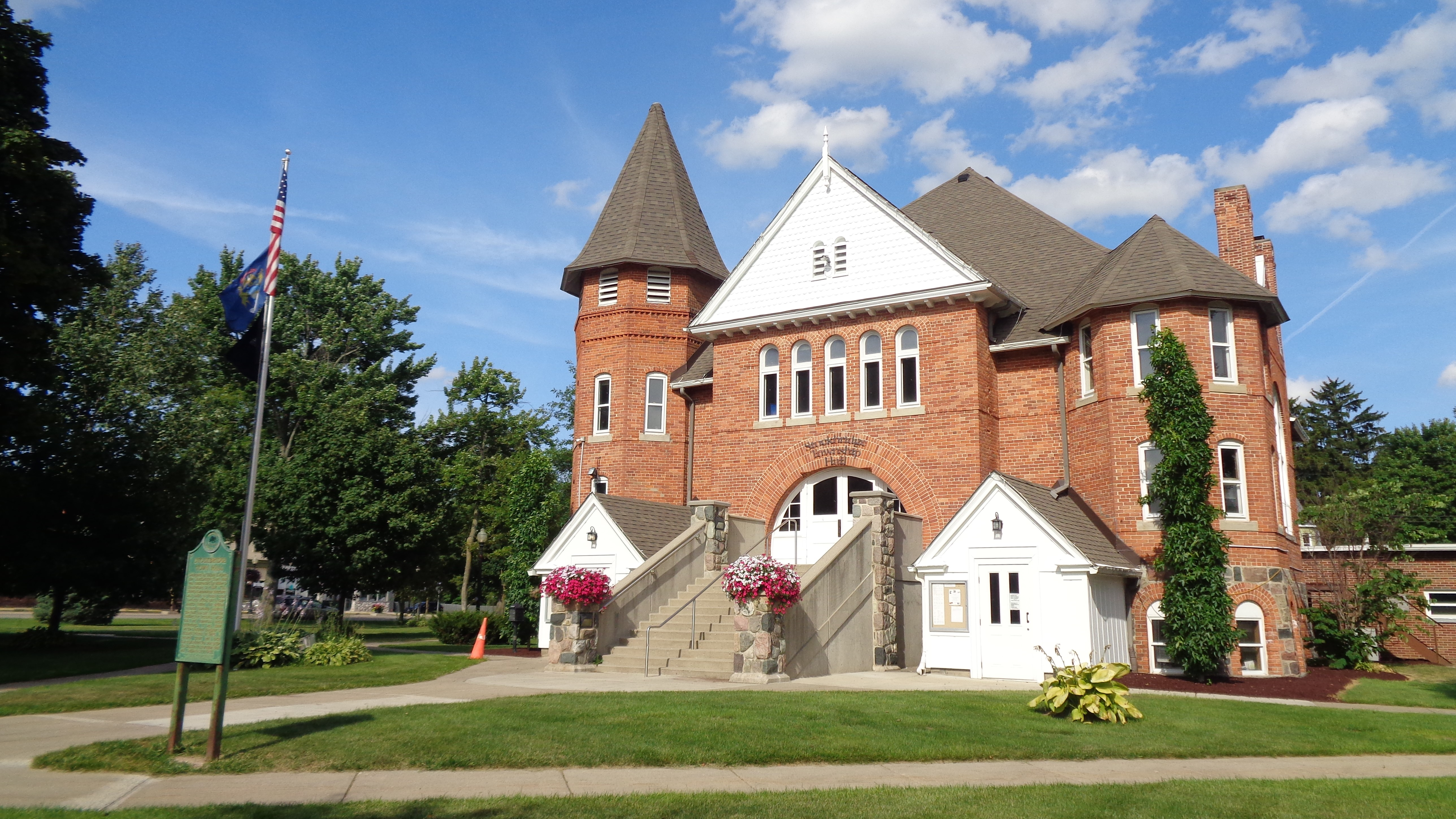
Stockbridge Township Hall
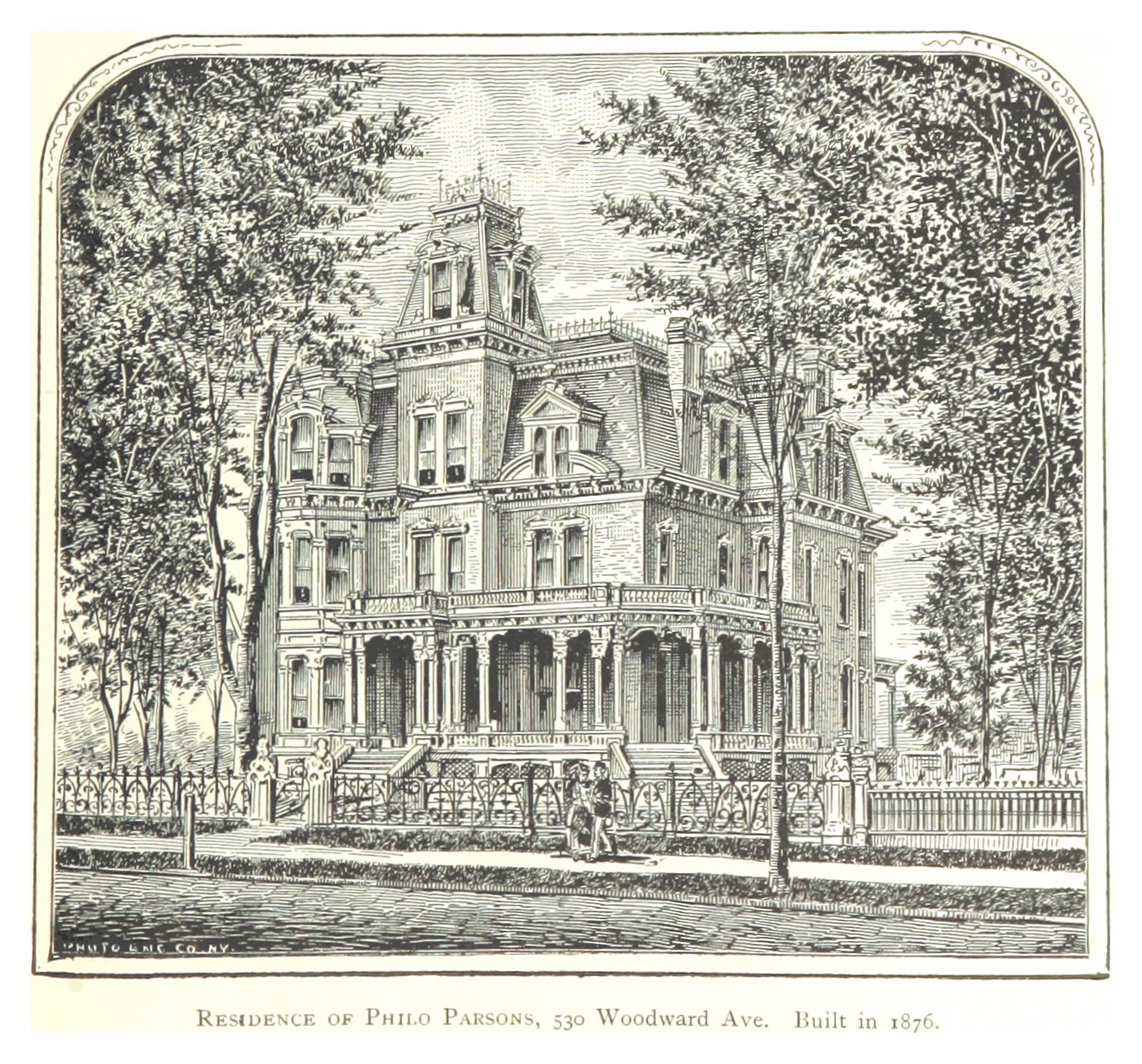
Residencia de Philo Parsons
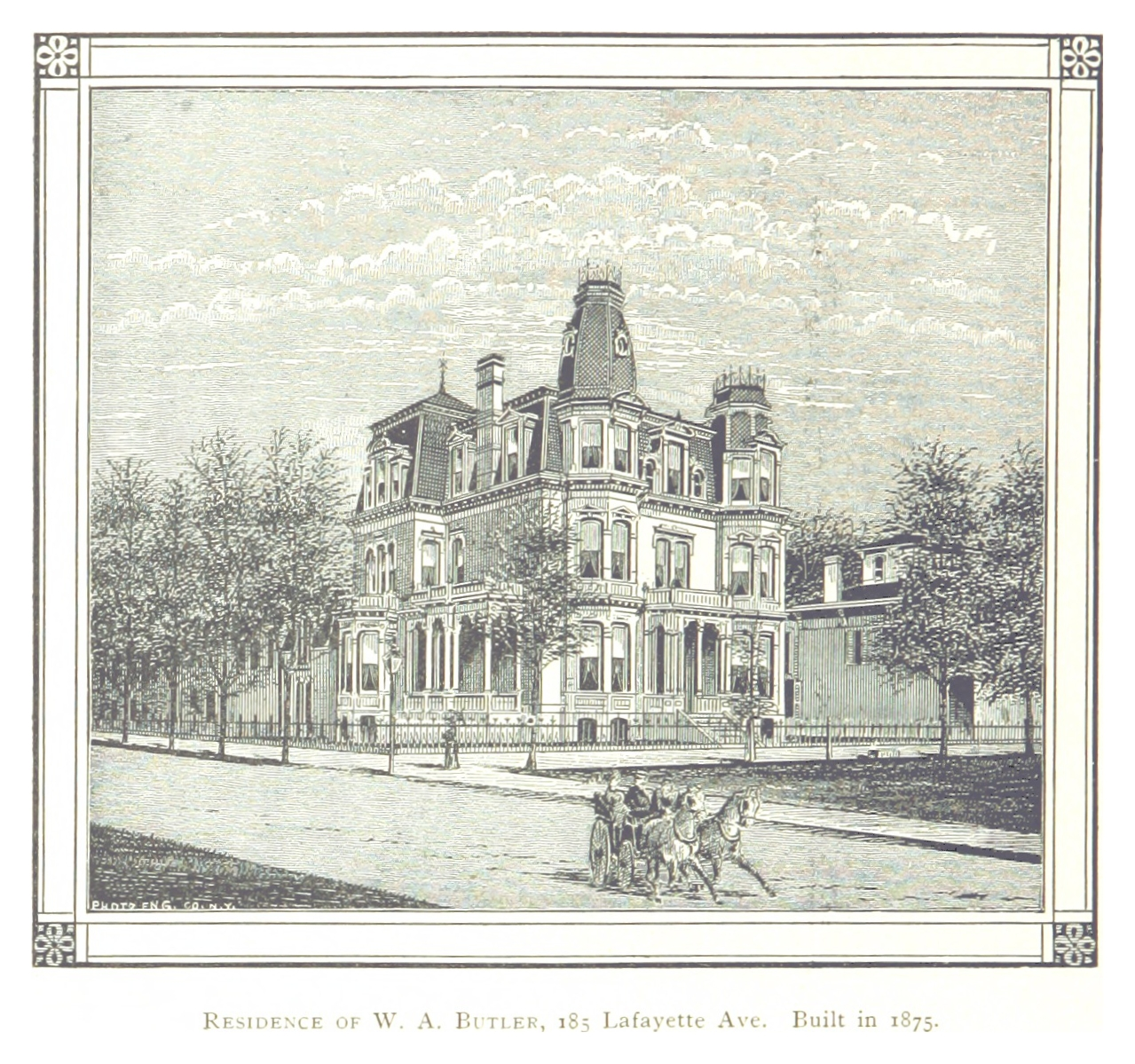
Residencia de William A Butler